# ماریو کازرینی
ماریو کازرینی (ایتالیایی: Mario Caserini؛ ۲۶ فوریهٔ ۱۸۷۴ – ۱۷ نوامبر ۱۹۲۰) یک کارگردان، هنرپیشه، و فیلم‌نامه‌نویس اهل ایتالیا بود. وی از نخستین پیشگامان ساخت فیلم در اوایل سده بیستم میلادی به‌شمار می‌آید. کازرینی در رم، ایتالیا متولد شد و در اوایل سده بیستم میلادی با بازیگر ایتالیایی ماریا کازرینی ازدواج کرد. او در ۱۹۰۶ میلادی فیلم اتلو را ساخت. اعتقاد بر این است که این اثر سینمائی، اولین فیلم اقتباسی از نمایشنامه اتلو اثر ویلیام شکسپیر می‌باشد. از دیگر فیلم‌های او می‌توان به مکبث اشاره کرد.